# Yangju-dong, Yangju
Yangju-dong (koreanska: 양주동) är en stadsdel i kommunen Yangju i provinsen Gyeonggi i den nordvästra delen av Sydkorea, 25 km norr om huvudstaden Seoul. Här finns Yangjus stadshus.

## Indelning
Administrativt är Yangju-dong indelat i:
| Namn    | Namn              | Yta km² | Invånare 31 dec 2020 |
| ------- | ----------------- | ------- | -------------------- |
| 양주1동 | Yangju 1(il)-dong | 23,65   | 5 449                |
| 양주2동 | Yangju 2(i)-dong  | 19,09   | 50 829               |